# Carmela Chevarría
Carmela Chevarría Farfán (Puno, 1915 - ¿?) es profesora y escritora peruana conocida, principalmente, por la novela ¡Madre mía...! (1936). 

## Obra literaria
En 1936, con 21 años de edad, publicó la novela ¡Madre mía...!, considerada la primera novela escrita en Puno, según indica el poeta y crítico literario Jorge Flórez-Áybar. La novela narra los sentimientos de Soledad, una joven de 15 años que pierde prematuramente a su madre, los cambios en su vida a raíz de esta pérdida y la exhaustiva búsqueda por encontrar a Catalina, la nodriza que la crio. La novela transcurre entre Puno, Arequipa y Lima. 
La novela se vincula con la experiencia personal de la autora, quien también perdió a su madre siendo joven. Al mismo tiempo, es un testimonio de la mujer joven de la primera mitad del siglo XX, de su situación socioeconómica, su lugar en la sociedad y sobre sus creencias arraigadas en la religión.
En 1955, su cuento "Soledad" es compilado en el libro El cuento puneño, antología realizada por el escritor y profesor José Portugal Catacora. Este libro es una fuente para conocer la historia de la literatura puneña de la primera mitad del siglo XX, a través del cual se puede conocer la obra de 10 escritoras puneñas.